# Clematis tinghuensis
Clematis tinghuensis là một loài thực vật có hoa trong họ Mao lương. Loài này được C.T.Ting mô tả khoa học đầu tiên năm 1980.